# Dampfgeschütz

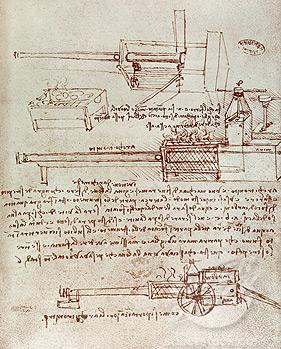
Die Architonnerre, eine Dampfkanone von Leonardo da Vinci

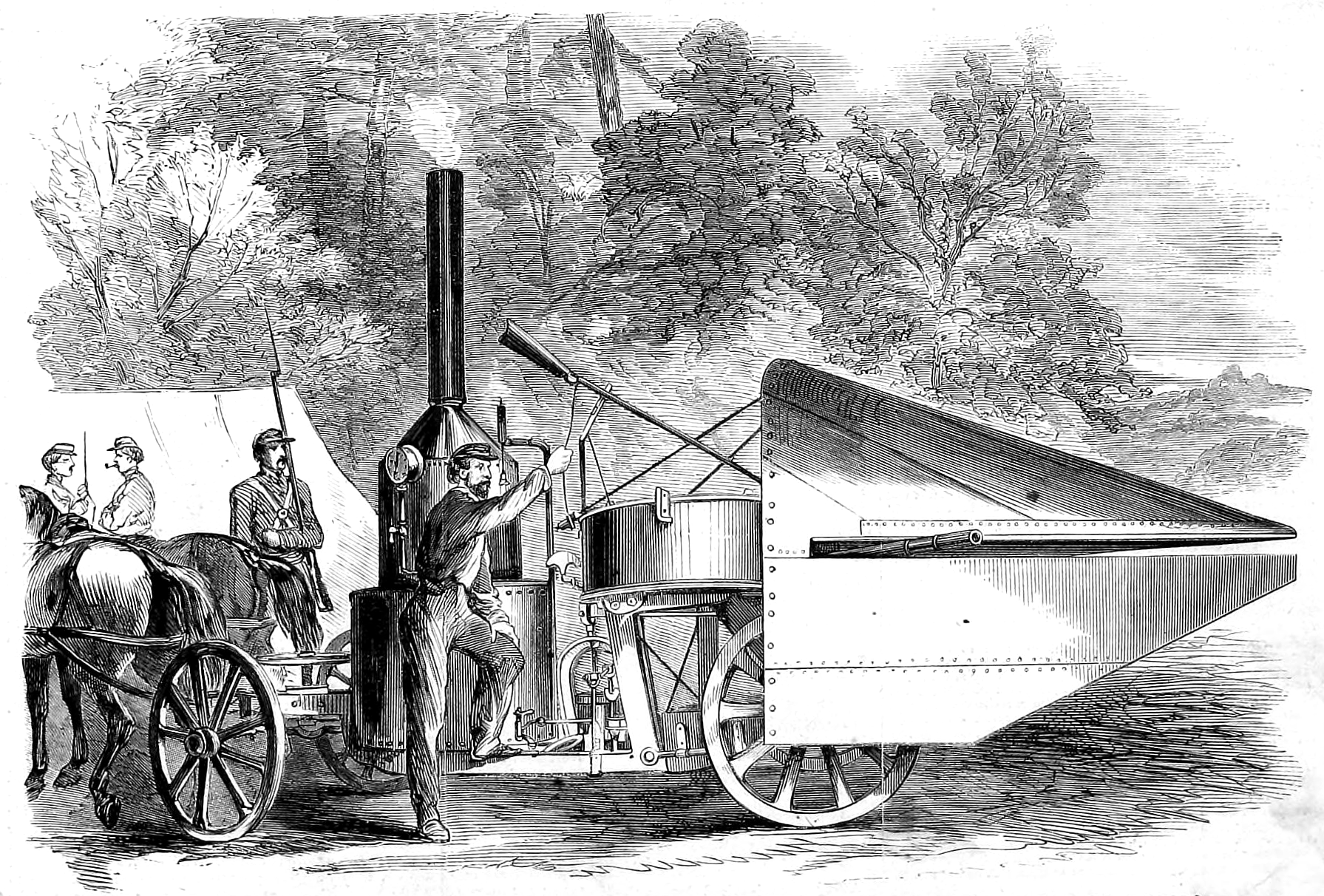
Dampfkanone von Ross Winans (1861)

Dampfgeschütze waren Geschütze, die mit Hilfe der Dampfkraft betrieben wurden. Sie hatten sich aber aus mehreren Gründen niemals durchgesetzt.

## Geschichte
Nachdem man den Wasserdampf als bewegende Kraft bei Maschinen erfolgreich eingesetzt hatte, lag der Gedanke nahe, dies auch für die Bewegung von Geschossen auszunutzen. Versuche wurden bereits Mitte des 18. Jahrhunderts in London ausgeführt und Anfang des 19. Jahrhunderts von James Watt wieder aufgenommen.
1814 konstruierte der Franzose Philippe Henri de Girard eine Dampfkanone zur Verteidigung von Paris, die aber niemals eingesetzt wurde. Der Engländer Jacob Perkins baute 1824 ein Dampfgewehr, das 400 bis 500 Kugeln in der Minute verschießen konnte, später auch eine vierpfündige Kanone, die 80 Kugeln pro Minute verschoss. Versuche der französischen Artillerie 1828/1829 in Vincennes ergaben die große Schwerfälligkeit einer derartigen Konstruktion sowie die Unsicherheit des Schusses.
Auch Henry Bessemer schlug ein Dampfgewehr vor, das mehrere Tausend Schuss in der Minute abfeuern sollte, doch verlautete später nichts mehr davon.
Nach allen Erfahrungen galt es Ende des 19. Jahrhunderts als unmöglich, eine genügende Dampfmenge von gleichmäßig hoher Spannung mit Sicherheit zu entwickeln und zuzuleiten. Bevor man den Dampf anwenden konnte, musste er jedes Mal zeitraubend erzeugt werden (Anheizen). Dies konnte allenfalls in geschützähnlichen Stellungen erfolgen, doch wurde der Hauptvorteil der billigen Erzeugung der Treibkraft durch das völlig unterschiedliche System zu den anderen Geschützarten wieder zunichtegemacht.